# 福山寺站
福山寺站位于中华人民共和国河北省唐山市滦州市王店子镇，是一个京哈铁路上的铁路车站，建于1974年，目前为四等站，目前车站仅办理货运业务：办理整车货物发到；不办理危险货物发到。